# Wupperaue bei Westenbrücke
Das Naturschutzgebiet Wupperaue bei Westenbrücke liegt auf dem Gebiet der Stadt Hückeswagen im Oberbergischen Kreis in Nordrhein-Westfalen.
Das Naturschutzgebiet erstreckt sich von der Ortschaft Hartkopsbever bei Hückeswagen bis zu dem Gewerbegebiet Hämmern entlang der Wupper. Am westlichen Rand des Gebietes verläuft die B 237.

## Beschreibung
Das etwa 31,8 ha große Gebiet wurde im Jahr 2013 unter der Schlüsselnummer GM-094 unter Naturschutz gestellt.
Laut Fachinformationssystem des Landesamtes für Natur, Umwelt und Verbraucherschutz in NRW umfasst das Naturschutzgebiet

„einen ca. 2,3 km langen Abschnitt der Wupperaue, die in diesem Bereich überwiegend intensiv grünlandwirtschaftlich genutzt wird. Grasreiche Wiesen (evtl. mit zeitweiliger Beweidung) dominieren. Die Wiesen werden dem Anschein nach regelmäßig neu eingesät. In vielen Wiesen kommt das Vielblütige Raygras vor. Die 1992 kartierte artenreichste Wiesenfläche nördlich Stahlschmidtsbrücke ist mittlerweile eine artenarme Intensivwiese. Etwa 20 % des Talgrünlands sind typische Neuansaaten mit dominantem Raygras oder Lieschgras. In älteren Neuansaaten deuten frequente Vorkommen von Doldenblütlern, das Aufkommen von Beinwell sowie örtliche Schlangen-Knöterich-Aspekte, die bei extensiver Nutzung vorhanden Entwicklungspotentiale zu feuchten Talglatthaferwiesen an. Ganz im Norden der Talaue kommt kleinflächig eine binsenreiche Feuchtwiese vor. Feuchtbrachen nehmen nur sehr kleine Flächenanteile ein und sind z. T. (südlich Westenbrücke) auf ungeregelten Abfluss von Wasserabschlägen aus Obergräben zurückzuführen. Nördlich Stahlschmidtsbrücke wird der nach Gewerbeausdehnung verbliebene, schmale Auenstreifen östlich der Wupper nicht mehr bewirtschaftet. Die Brache wurde mit Weiden-und Erlengruppen bepflanzt. Eine weitere, mit Gebüsch und Obstgehölzen bepflanzte Brache findet sich zwischen Hämmern und Mühlenberg. An ihrem Nordrand stockt eine Hecke. Die Mühlenbachufer wurden vorwiegend mit Erlen und Weiden bepflanzt, neben denen andere Baumarten eingestreut sind. Die Fabrik bei Mühlenberg ist mit kleinen Pappel-Erlen-Gehölzen von der Umgebung abgeschirmt. Die Strassenböschung an der B 237 ist mit Fichten und verschiedenen Laubbäumen bewachsen. Im Südwesten grenzt das in der Talaue gelegene Gewerbegebiet Hämmern an. Am Nordostrand des Gewerbegebietes begleitet eine alte Eschenallee einen asphaltierten Weg. Im Südosten des Tales stockt eine spierstrauchreiche Hecke. Die besondere Wertigkeit des Gebietes liegt in der auf den größten Strecken durchgängigen Wipper und Wupper sowie den vielen Wechseln zwischen unterschiedlichen Biotopen. Vor allem der Wechsel zwischen Gehölzen und Grünland ist sehr häufig. Trittsteinartig sind wertvolle Grünlandflächen in die ansonsten flächenmäßig signifikant überwiegende sehr intensive Grünlandwirtschaft eingebunden. Dem Biotopverbund kommt die überwiegende Durchgängigkeit des Fließgewässers sowie die schmalen Säume um dieses zugute sowie die mosaikartig verstreuten weitgehend ungestörten aber zumeist eutrophen Biotope. Die Ziele müssen dem intensiven Grünland gelten, da hier ein besonderes Aufwertungspotential vorliegt. Die Wupper ist in einigen Bereichen noch stark ausgebaut und weist somit ebenfalls Potential zur Aufwertung auf.
 “

An bemerkenswerten Pflanzenarten wurde bei der Kartierung gefunden: Drei verschiedene Wasser-Hahnenfuß-Arten, Kuckucks-Lichtnelke (Lychnis flos-cuculi), Sumpf-Dotterblume (Caltha palustris), Sumpf-Schafgarbe (Achillea ptarmica) und Sumpf-Schwertlilie (Iris pseudacorus). An seltenen und besonders schützenswerten Tierarten sind hervorzuheben: Eisvogel (Alcedo atthis), Gebänderte Prachtlibelle (Calopteryx splendens), Gründling (Gobio gobio), Kiebitz (Vanellus vanellus), Rohrammer (Emberiza schoeniclus) und Wasseramsel (Cinclus cinclus).

## Schutzziele
Schutzziele sind die Erhaltung, Pflege und Entwicklung eines grünlandgenutzten Flusstales mit naturbetonten Flussstrecken, Ufergehölzen, Feuchtgrünland und kleineren Erlenbeständen und die Extensivierung der landwirtschaftlichen Nutzung.

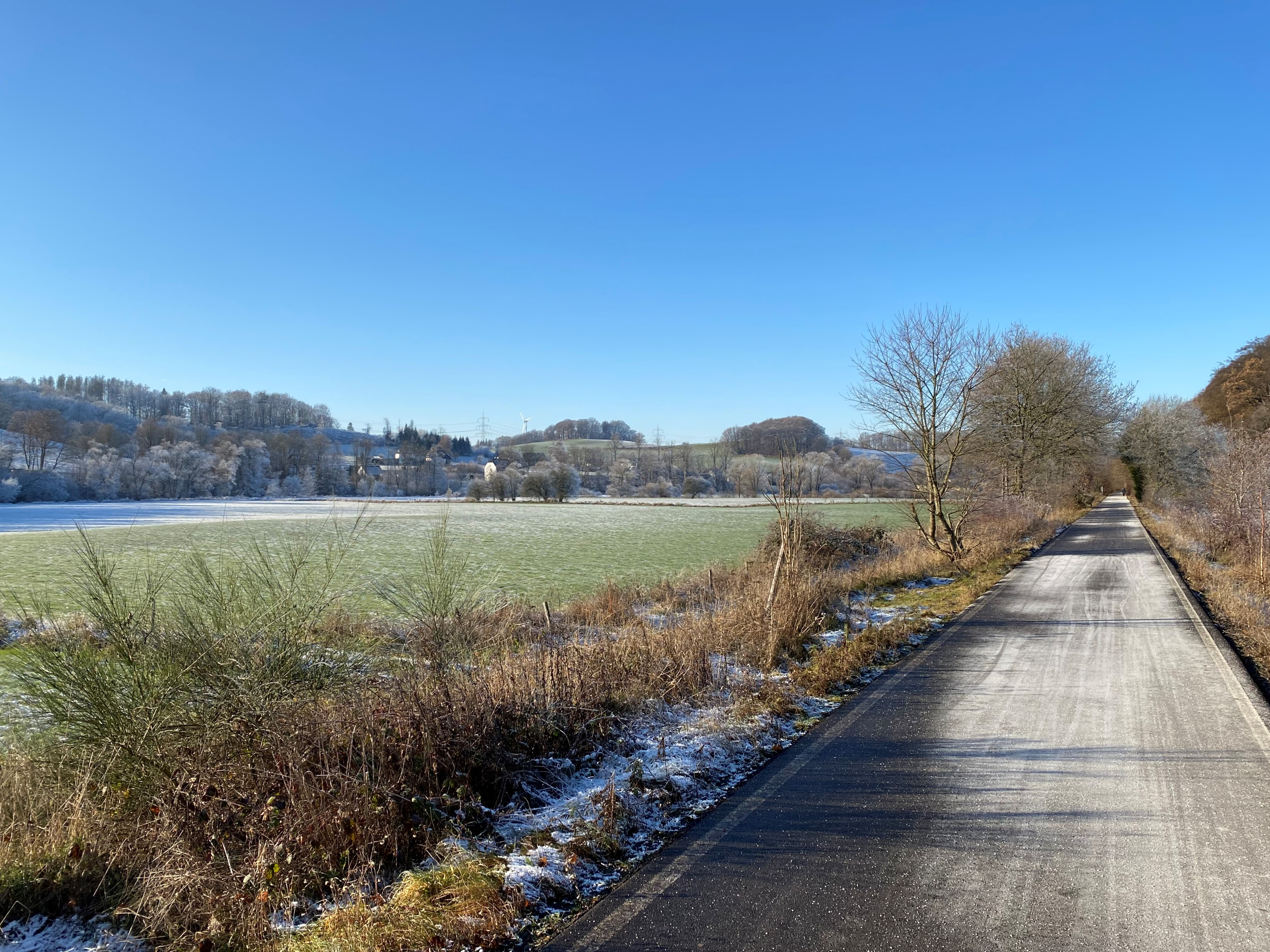
Radweg an der Wupperaue bei Westenbrücke
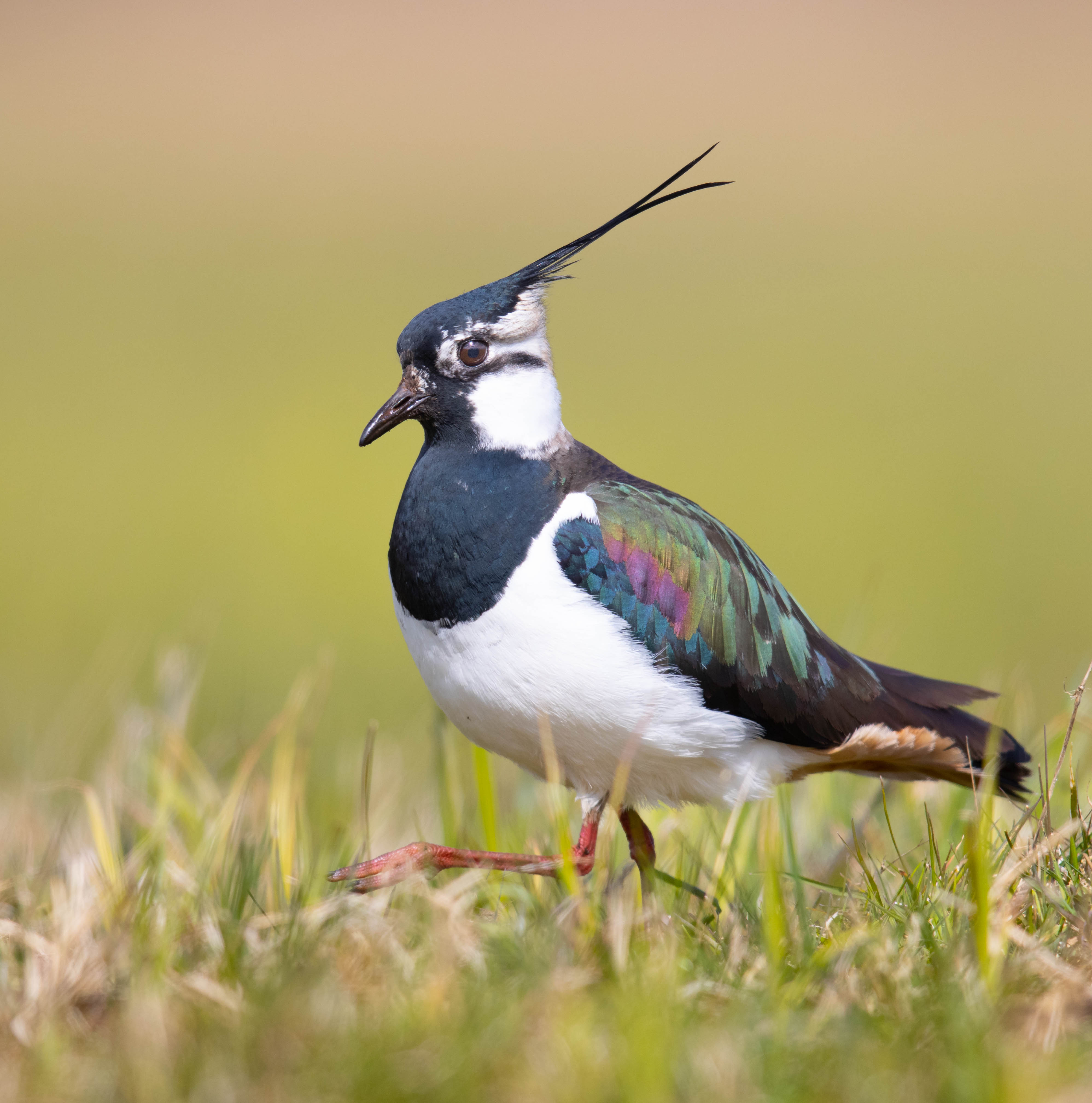
Kiebitz – brütet in großen ungestörten Wiesenflächen
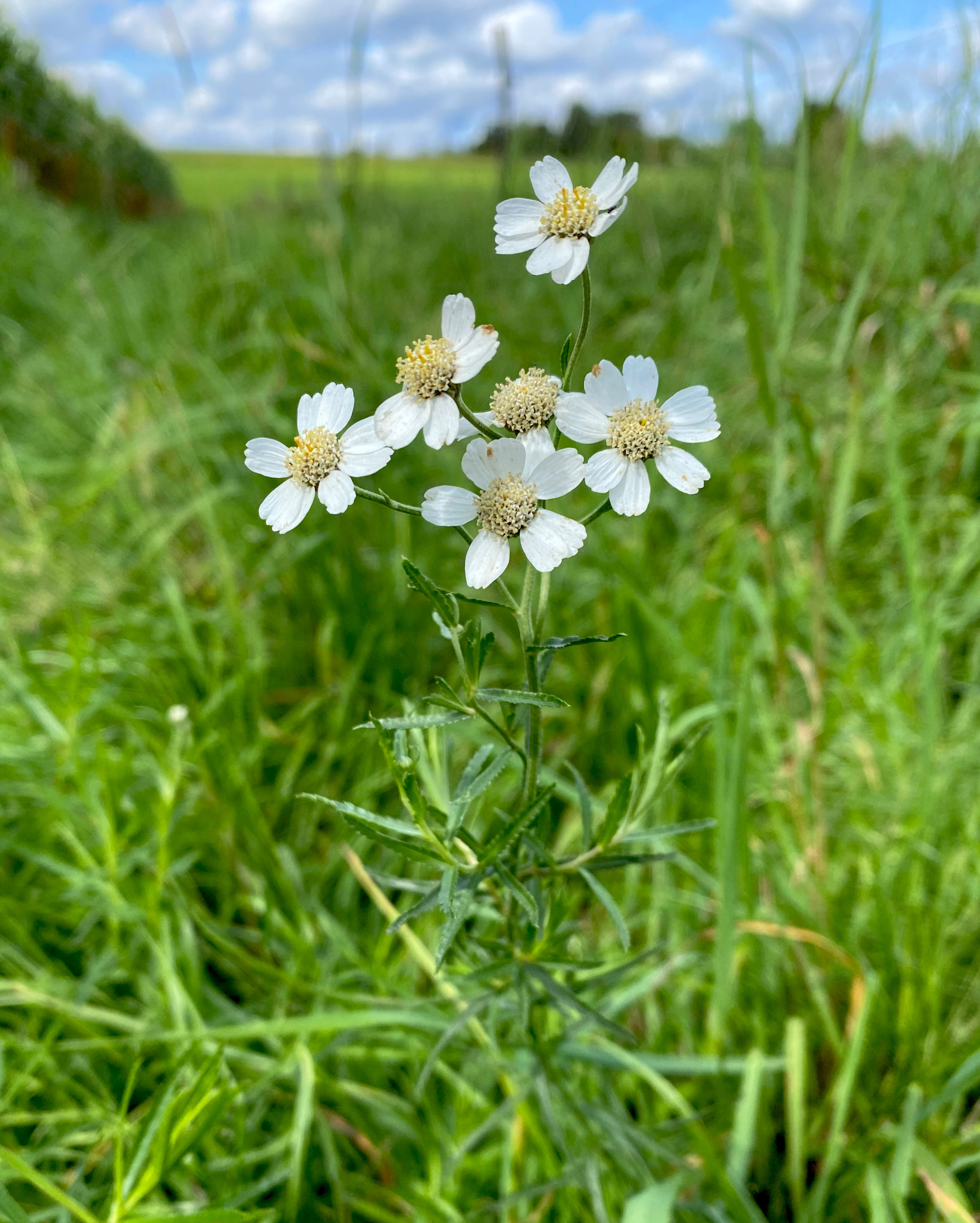
Sumpf-Schafgarbe (Achillea ptarmica)
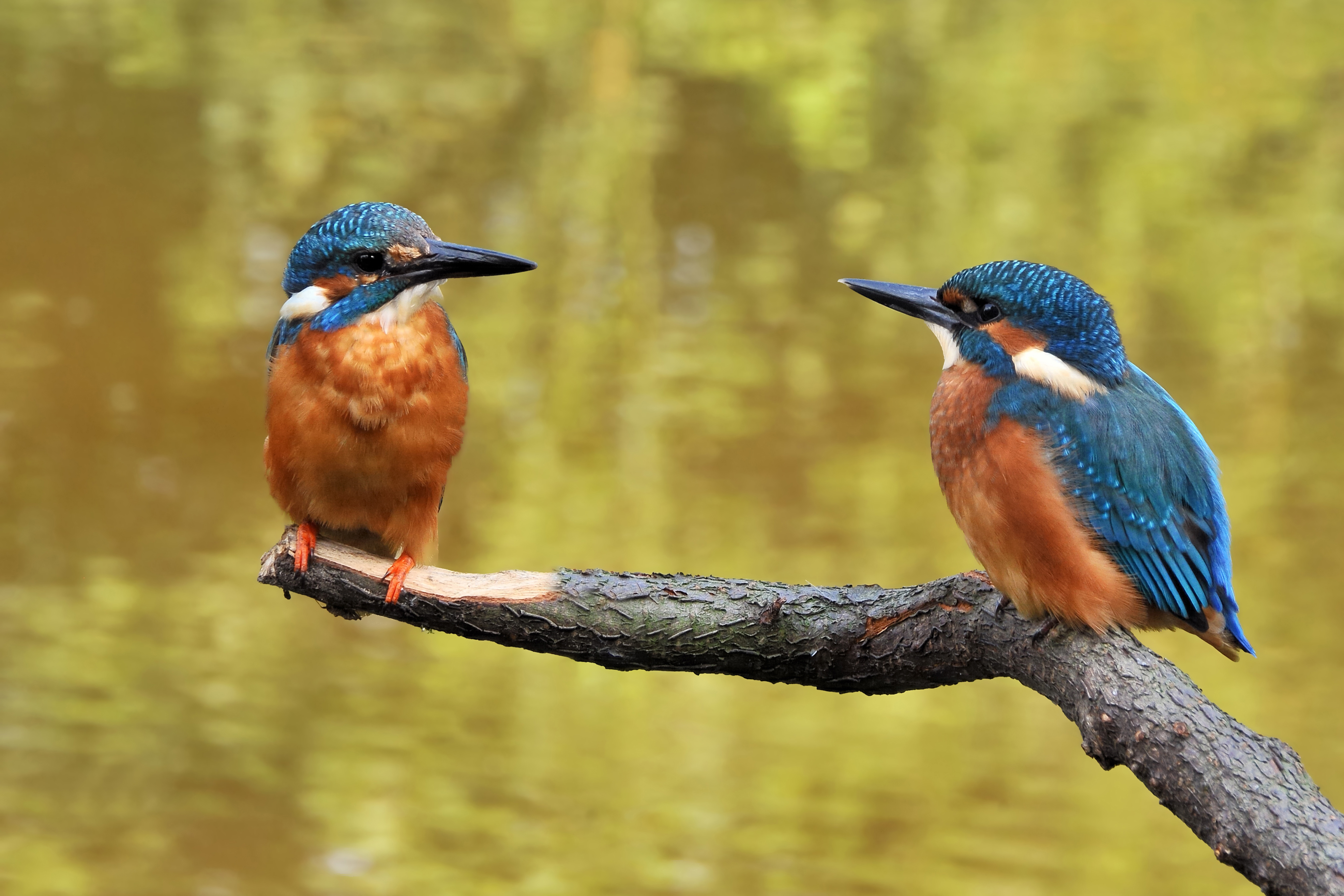
Eisvögel (Alcedo atthis)
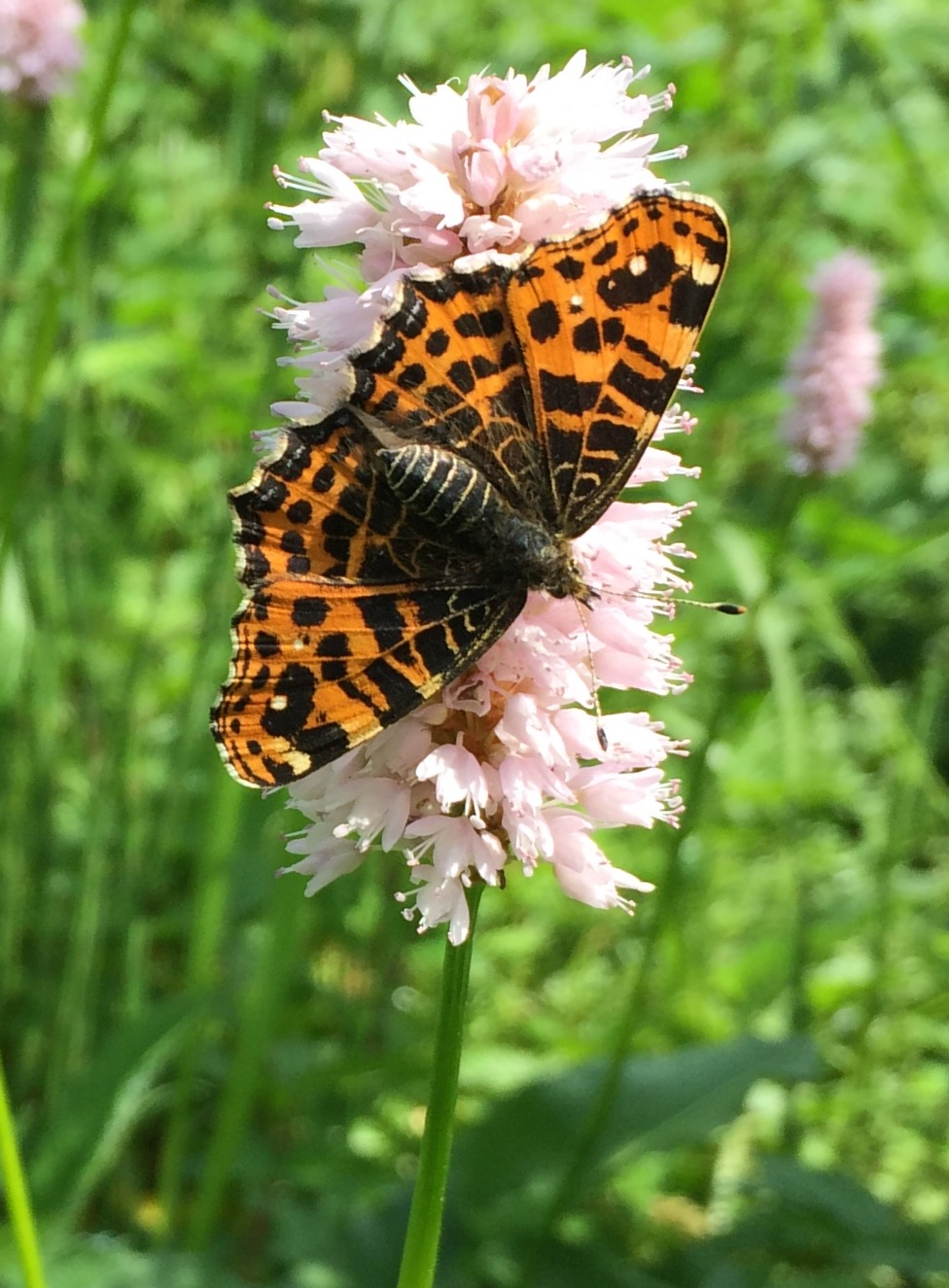
Lndkärtchen an Schlangen-Knöterich
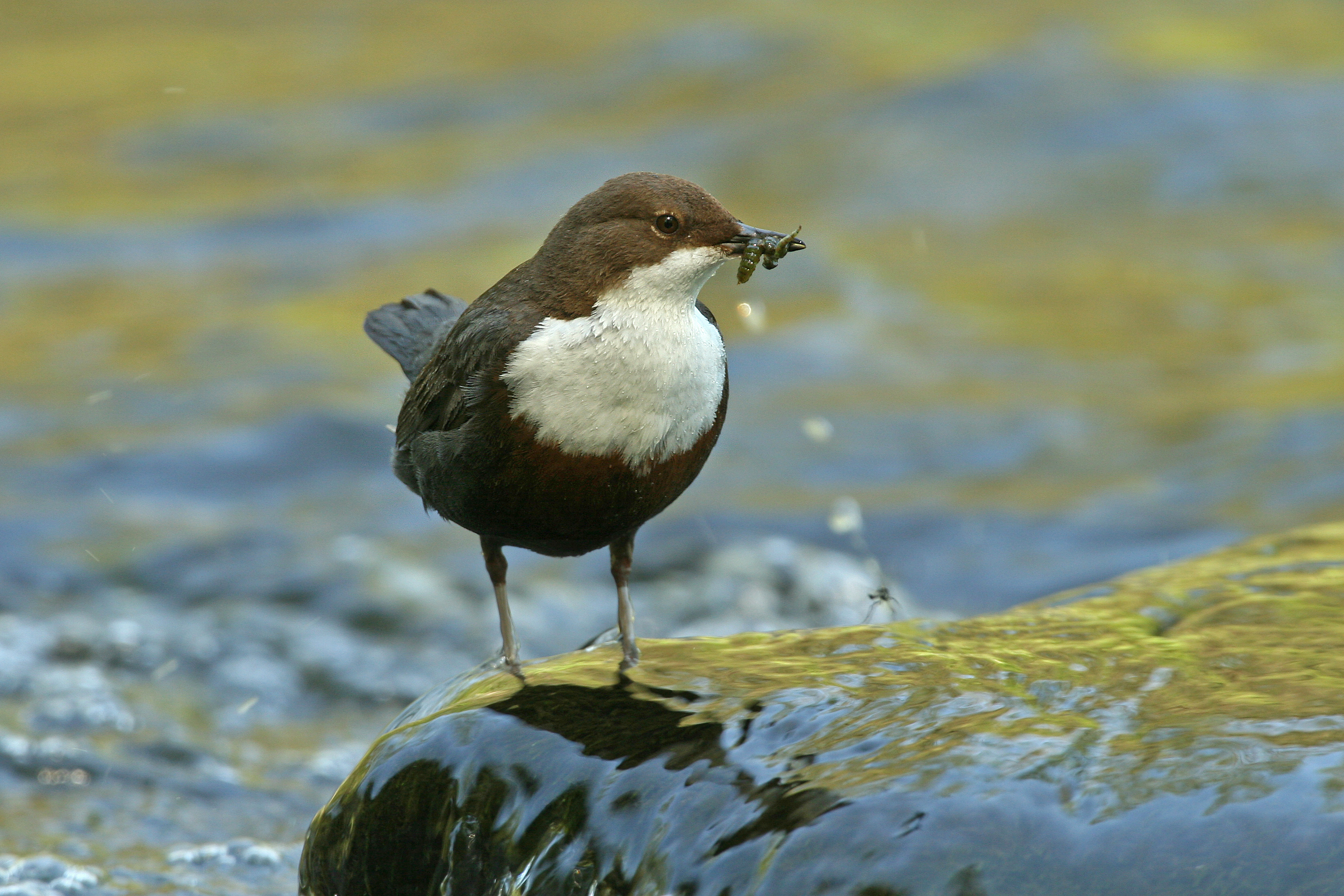
Wasseramsel (Cinclus cinclus)
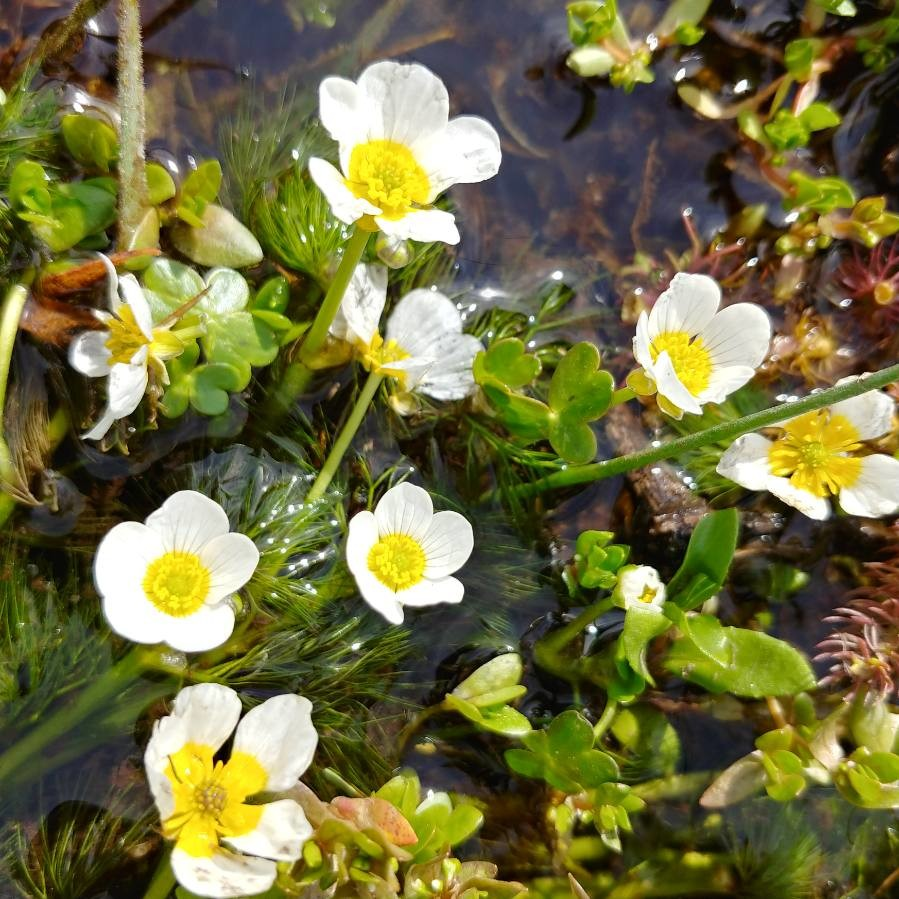
Pinselblättriger Wasserhahnenfuß (Ranunculus penicillatus)
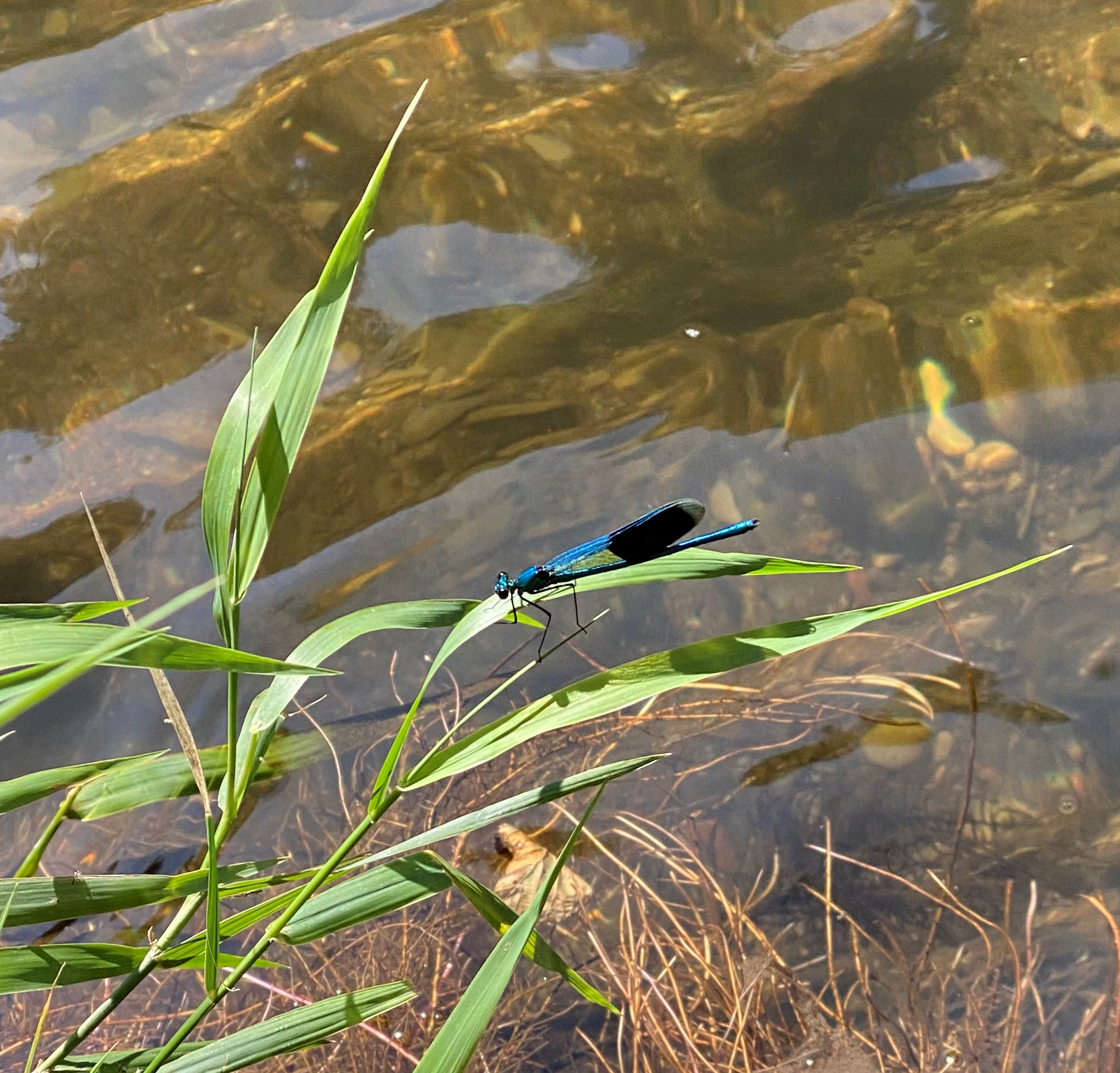
Gebänderte Prachtlibelle (Calopteryx splendens)
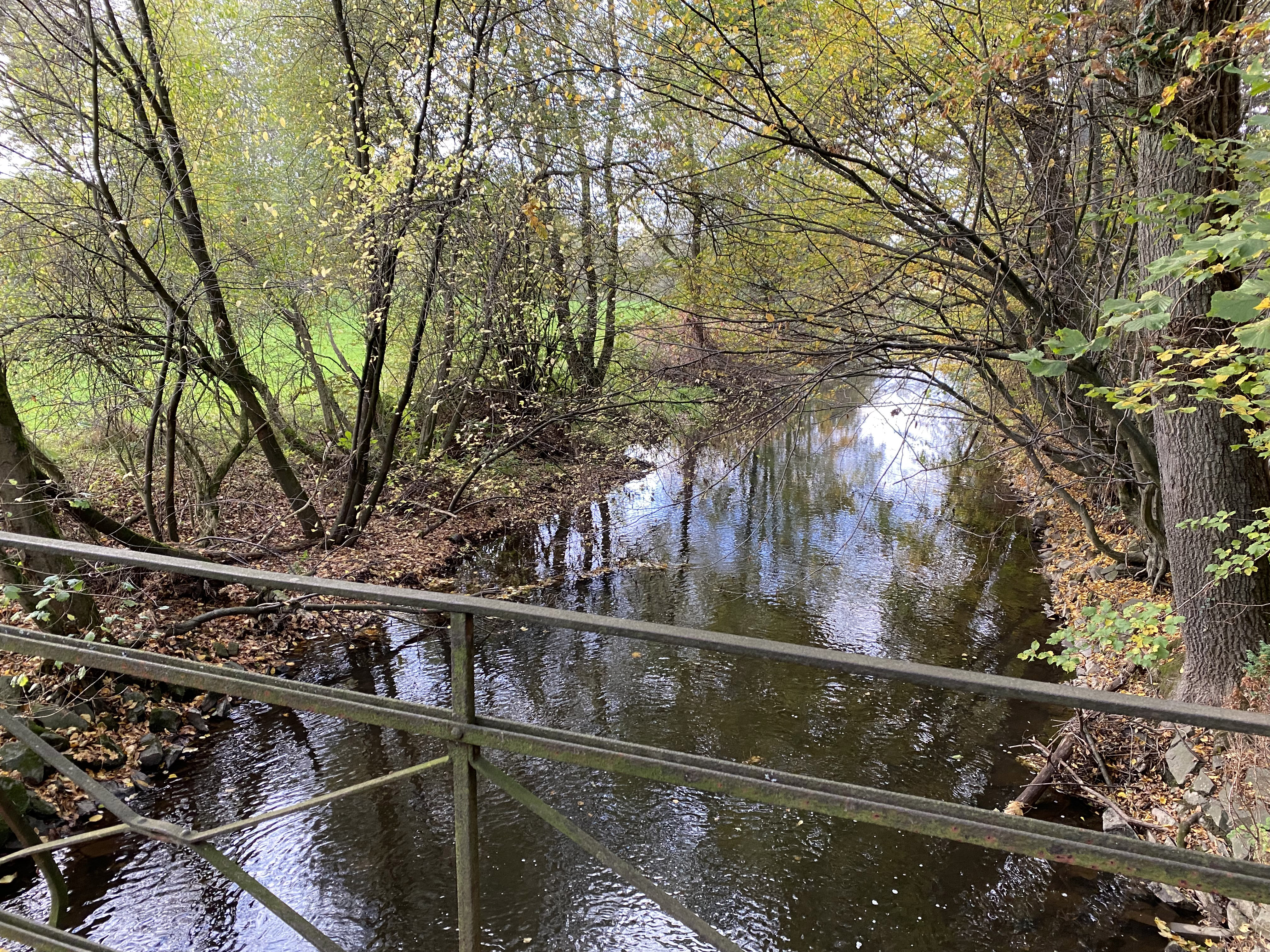
Wupper bei Hämmern